# 세르게이 니콜라예프
세르게이 니콜라예비치 니콜라예프(러시아어: Сергей Николаевич Николаев, 1978년 9월 24일 ~ )는 러시아의 전직 축구 선수로 선수 시절 포지션은 공격수였다.

## 생애
니즈니노브고로드주 루코야노프 출신이며 니주니노브고로드 제8학교를 졸업했다. 1994년부터 1995년까지 니주니노브고로드를 연고로 하는 아마추어 축구 클럽인 디나모 압솔류트에서 활동했고 1995년에는 니주니노브고로드를 연고로 하는 또다른 아마추어 축구 클럽인 토르페도 빅토리야 니즈니노브고로드 소속으로 활동했다.
1995년에 로코모티프 니즈니노브고로드와의 계약을 체결하면서 프로 선수가 되었지만 1경기 출전에 그쳤다. 1996년부터 1997년까지 로코모티프 니즈니노브고로드 2군 팀에서 활동하면서 27경기에 출전했고 1999년부터 2000년까지 니즈니노브고로드주 보르스마를 연고로 하는 아마추어 축구 클럽인 로코모티프 루코야노프 소속으로 활동했다.
2005년에는 니즈니노브고로드주 루코야놉스키구를 연고로 하는 아마추어 축구 클럽인 로코모티프 루코야노프 소속으로 활동했다. 2008년부터 2018년까지 니즈니노브고로드주 루코야놉스키구를 연고로 하는 아마추어 축구 클럽인 알라티리에서 선수 겸 코치로 활동했다.